# Alphonse Alley
Mamah Alphonse Amadou Alley (Bassila, 9 april 1930 - Cotonou, 28 maart 1987) was een Benins militair. Tussen 21 december 1967 en 17 juli 1968 was hij president van de toenmalige republiek Dahomey.

## Levensloop
Alphonse Alley nam na zijn schoolopleiding dienst in het Franse leger. Hij vocht als parachutist in Indochina en in Algerije. In 1961 keerde hij terug naar Dahomey, dat het jaar ervoor onafhankelijk was geworden. Hij was achtereenvolgens luitenant, kapitein en commandant in het leger van Dahomey. In 1964 leidde hij het detachement parachutisten dat het eiland Lété veroverde. Dit riviereiland in de Niger werd bezet gehouden door Nigerese militairen. Hierdoor kreeg Alley de status van nationale held. Dahomey werd in de jaren 1960 en 1970 getekend door opeenvolgende militaire coups. Na een coup in 1967 werd Alley president van zijn land. De militaire junta onder leiding van Alley schreef presidentsverkiezingen uit maar weigerde de overwinning van Adjou Moumouni te erkennen. In plaats daarvan boden ze het presidentschap aan Émile Derlin Zinsou aan. Alley kwam in conflict met andere machtige militairen als Maurice Kouandété en Mathieu Kérékou. Onder president Kérékou werd Alley veroordeeld tot een gevangenisstraf van twintig jaar.
Alley overleed in 1987 op 56-jarige leeftijd.